# 顧仲德
顧仲德（葡萄牙語：José Vera Jardim，澳葡官定譯名為顧仲德；1939年1月2日—），葡萄牙律師、政治人物，社會黨籍。
顧仲德畢業於里斯本大學法學院，1963年成為律師。
顧仲德曾當選為共和國議會第五至十一屆議員。古德禮擔任總理時，他曾任司法部長。
顧仲德是葡國《宗教自由法》的起草人之一。2016年6月30日，他獲委任為宗教自由委員會主席。